# Múscul orbicular dels llavis
El múscul orbicular dels llavis (musculus orbicularis oris) és un múscul de la cara, situat al voltant de l'orifici bucal. Té forma d'el·lipse i està constituït per dues parts: la part marginal i la part labial.
S'insereix en la trama muscular al voltant de la boca. en la pell i la mucosa dels llavis, en el subtabic en el seu origen i en les comissures dels llavis en la seva terminació. En la seva acció, ajuda a bufar o a poder fer xiulets. Tanmateix, la seva funció principal és produir el tancament dels llavis i ajudar al buidatge del vestíbul bucal; és un esfínter de la boca. Aquest múscul és considerat com el múscul besador, pel fet que aquest ajuda a donar-li forma als llavis al moment de besar. És innervat per les branques temporofacial i cervicofacial del nervi facial.

## Imatges

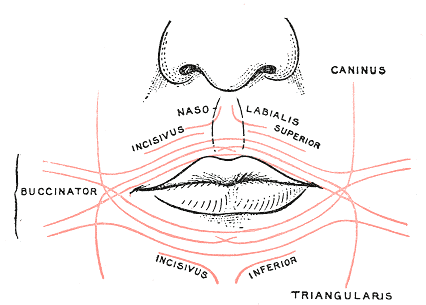
Esquema on es mostra la distribució de les fibres del múscul orbicular dels llavis.